# 质量维度一费米子
在理论物理学和宇宙学中，半自旋质量维度一费米子（mass dimension one fermions of spin one half）是暗物质的候选者。这些费米子与已知的物质粒子，如电子或中微子，有着根本的不同。尽管它们被有着半自旋，但它们并不是由著名的狄拉克体系描述的，而是由一种旋量克莱恩-戈登体系（spinorial Klein-Gordon formalism）描述的。
2004年，Dharam Vir Ahluwalia（IIT Guwahati）与Daniel Grumiller合作，提出了一个关于质量维度一半自旋费米子的意外理论发现

。在随后的十年中，许多小组探索了新构造有趣的数学和物理性质，而D. V. Ahluwalia 和他的学生进一步完善了体系

。
然而，体系有两个令人不安的特点，即非局域性和对洛伦兹对称的微妙破坏。这两个问题的起源现在被追溯到一个隐藏的自由定义，旋量和伴随的关联场。因此，现在有了一个全新的自旋半费米子量子理论，它不存在上述所有问题。新费米子的相互作用不仅限于四维四次自相互作用，而且限于与希格斯粒子的四维耦合。新费米子与中微子的广义Yukawa耦合提供了迄今为止未被怀疑的轻子数违反来源。因此，新的费米子为标准模型的狄拉克费米子提出了一个第一原则，暗物质伙伴与质量维度的对比，后者为三个半费米子与前者为一个半费米子，而没有改变费米子到玻色子的统计数据。
质量维度一费米子自旋半场用Elko场作为其展开系数。Elko是最初德语 "Eigenspinoren des Ladungskonjugationsoperators"的缩写，表示自旋体，它们是电荷共轭算符的本征自旋体。由于新费米子的质量维数与标准模型物质场不匹配，他们被认为是暗物质的候选者。由于它们的类标量质量维数，它们与质量维数3/2狄拉克费米子有显著差异。
质量维度一费米子通过提供第一原理暗物质和暗能量场，对宇宙学有着意想不到的影响。2005年Ahluwalia-Grumiller 论文发表后，Christian Boehmer率先将Elko应用到宇宙学中，并认为Elko不仅是主要的暗物质候选者，也是宇宙膨胀的主要候选者。Einstein–Cartan–Elko系统由Boehmer首次引入宇宙学中。其他人已经证明，Elko也可以诱导一个时变的宇宙学常数。Abhishek Basak和同事们认为，快速滚动的宇宙膨胀吸引子点对于Elko来说是独一无二的，它独立于潜在的形式
。Roldao da Roch研究了膜上的Elko局域化现象
，并将其作为一种探索时空奇异拓扑特征的工具。
以下参考文献作为Elko场和质量维度一费米子的参考

中。
阿鲁瓦利亚在2017年解释了如何规避温伯格不走定理。同样在2017年发现，质量维度一费米子即使没有宇宙学常数，也能通过量子效应诱导一个“宇宙学常数”项。这些导致非消失的效应可能是早期宇宙阶段膨胀阶段的原因。此外，对于较晚的演化，对应于具有时变宇宙学项的模型，这种量子效应与先前的最新研究一致。